# Димитър Каров
Димитър Каров е български национален състезател и треньор по волейбол. Женен е за сестрата на Георги Аспарухов – Лидия, имат дъщеря.
Като момче започва да тренира футбол в „Локомотив“ – София. На 15-годишна възраст започва да се занимава с волейбол. Играе на поста разпределител. Има над 500 мача за България.

## Състезателна кариера
- 1958 – 1961 г. започва да тренира в „Септември“ (София);
- 1961 – 1972 г. е привлечен в мъжкия състав на ЦСКА (София);
- 1962 – 1978 г. е участник в националния отбор;
- 1972 – 1975 г. играе за Торино (Италия);
- 1976 – 1978 г. играещ помощник-треньор в националния отбор.

## Треньорска кариера
- 1976 – 1977 г. Треньор на юноши младша възраст в ЦСКА;
- 1977 – 1980 г. Старши треньор на ЦСКА;
- 1080 – 1989 г. Началник на отдела за спортни игри в ЦСКА;
- 1990 – 1992 г. детско-юношеската школа в Кунео (Италия);
- 1992 – 1995 г. Старши треньор на женския отбор на ЦСКА;

## Постижения
- Второ място на световното първенство в София 1970 г.;
- Петкратен шампион на България с ЦСКА като състезател;
- Двукратен шампион на България с ЦСКА като треньор;
- Носител на Купата на европейските шампиони през 1969 г. с ЦСКА;
- Трикратен носител на купата на България с ЦСКА;